# Hamdi el-Seoudi
Hamdi Adly el-Seoudi Ibrahim (in arabo حمدي عدلى السعودى ابراهيم‎?; 7 febbraio 1953) è un ex cestista egiziano.

## Carriera
Con l'Egitto ha disputato i Giochi olimpici di Montréal 1976.